# Friture
Friture (også omtalt som fritering eller friturestegning) er en madlavningsteknik, hvor fødevarer nedsænkes i meget varmt fedtstof, som regel vegetabilsk olie. Målet med tilberedningen er at give den færdige ret en sprød yderside og tilstrækkelig mørhed indeni.

## Metode
Mange fødevarer kan frituresteges. I mange tilfælde begynder man med at indkapsle varen i en form for panering, fx i form af en tyktflydende dej eller mel/rasp. Et eksempel er tempuramel, der anvendes i det japanske køkken. Enkelte fødevarer som kartofler i form af fx pommes frites kan dog frituresteges uden panering. Nogle kødprodukter kan kræve en forudgående behandling for at blive møre, da friturestegningen i sig selv kun tager ganske kort tid.
Til friturestegningen kan man bruge en speciel frituregryde, en almindelig gryde eller en sauterepande.
I Danmark har man tidligere ofte brugt svinefedt eller palmin til friture, men i de senere år har olier som rapsolie eller lignende vundet mere indpas. Det vigtige er, at olien skal kunne tåle høje temperaturer. Stegetemperaturen ligger typisk på 160-190 °C.
Selve stegningen foregår ved, at den forberedte madvare nedsænkes i det på forhånd opvarmede fedtstof. Man bør ikke friturestege for store mængder ad gangen; det anbefales fra flere sider, at man holder sig til 1:10 i forholdet mellem madvare og fedtstof. Da varmen påvirker varen fra alle sider, får den normalt en ensartet stegeskorpe. Efter få minutter tager man med en hulske eller lignende varen op, lader den dryppe af og placerer den på fedtsugende papir. Derved fjernes overflødigt fedstof.

## Friturestegte retter
Der kan tilberedes en lang række af madretter ved hjælp af friture. Der er typisk forskel på retter i geografisk/kulturel henseende, så man i bestemte områder eller kulturer kan finde friturestegte retter, der ikke kendes andre steder.
Nogle friterede retter er dog kendt over store dele af verden. Det gælder først og fremmest pommes frites, der stammer fra det centrale Vesteuropa, men er udbredt over hele verden, ikke mindst anvendt som tilbehør til grill- og fastfood-retter som steaks, hamburgere og fisk i fish and chips, en oprindeligt engelsk ret, der ligeledes kan findes over store dele af verden.
Andre fødevarer, der ofte friteres, er kylling, fx i form af nuggets, som også kendes fra fastfood-segmentet i lighed med onion rings.
Nogle søde madvarer som donuts, der især er udbredt fra USA, men oprindeligt stammer fra Østeuropa. Fra Danmark kendes klejner, mens friteringen af Mars-barer kendes fra Skotland.
I Asien anvendes friturestegning ligeledes, blandt andet i tempura fra Japan. I Asien og Nordafrika møder man også jævnligt retter bestående af kød, fisk og/eller grønsager indpakket i en tynd dej og derpå friturestegt, fx samosa.

## Historie
De første beretninger om en tilberedningsmetode svarende til friture stammer fra en af de romerske kogebøger med fællestitlen Apicus (ca. år 400), hvor der forekommer en ret med titlen "Kylling à la Frollo".

## Helbredspåvirkning
Det anbefales af eksperter, at man begrænser indtaget af friturestegte madvarer, idet den færdige ret indeholder relativt høje mængder af fedtstof. Derudover bevirker stegningen ved så høje temperaturer, at der produceres transfedtsyrer, som er skadelige for helbredet, samt stegemutagener, der generelt anses for at være kræftfremkaldende.